# Hypsypops rubicundus
Hypsypops rubicundus – gatunek morskiej ryby z rodziny garbikowatych, jedyny przedstawiciel rodzaju Hypsypops Gill, 1861. Hodowany w akwariach morskich. Spotykany pod nazwą garibaldi.

## Nazwy synonimiczne
- Glyphisodon rubicundus Girard, 1854
- Hypsypops rubicunda (Girard, 1854)

## Występowanie
Gatunek ten można spotkać na rafach koralowe wschodniej części Oceanu Spokojnego wzdłuż wybrzeży Ameryki Północnej, na głębokościach od 1–30 m p.p.m.

## Opis
Ciało krępe, pomarańczowo-czerwone do czerwonego, u młodych osobników występują niebieskie plamki na ciele i niebieskie krawędzie płetw. 12 twardych i 16–17 miękkich promieni w płetwie grzbietowej. Żywią się bezkręgowcami. Dorastają do 30 cm długości.